# Koffi Kouao
Koffi Kouao, né le 20 mai 1998 à Abidjan en Côte d'Ivoire, est un footballeur ivoirien évoluant au poste d'arrière droit au FC Metz.

## Biographie

### En club
Né à Abidjan en Côte d'Ivoire, Koffi Kouao est formé par le club local de l'ASEC Mimosas avant de rejoindre le Portugal et le FC Vizela en 2016. Il joue son premier match en professionnel le 10 janvier 2017, lors d'une rencontre de coupe de la Ligue portugaise face au FC Paços de Ferreira. Il est titularisé au poste d'arrière gauche lors de cette rencontre où les deux équipes se neutralisent sur un score de deux partout.
Prêté au Moreirense FC pour la saison saison 2017-2018, Kouao fait ses débuts en première division portugaise. Il joue son premier match lors de la première journée de la saison, contre le Vitória de Setúbal, le 6 août 2017. Il est titulaire et les deux équipes se neutralisent (1-1).
Le 10 juillet 2018, Kouao est prêté au FC Famalicão.
Lors de la saison 2020-2021, Kouao participe à la montée du FC Vizela en première division portugaise, le club terminant deuxième du championnat.
Le 28 août 2021, Koffi Kouao inscrit son premier but en première division portugaise, face au Boavista FC. Son but égalisateur permet à son équipe d'obtenir le point du match nul (1-1 score final).
Le 12 août 2022, il rejoint le FC Metz et s'engage avec le club jusqu'en 2026. 

## Palmarès
| FC Vizela :                              | FC Metz :                        |
| ---------------------------------------- | -------------------------------- |
| - Liga Portugal 2 - Vice-champion : 2021 | - Ligue 2 - Vice-champion : 2023 |

## Statistiques
| Saison                | Club                  | Championnat                     | Championnat | Championnat | Championnat | Coupe nationale | Coupe nationale | Coupe nationale | Coupe de la Ligue | Coupe de la Ligue | Coupe de la Ligue | Play-offs | Play-offs | Play-offs | Total | Total | Total |
| Saison                | Club                  | Division                        | M.          | B.          | P.d.        | M.              | B.              | P.d.            | M.                | B.                | P.d.              | M.        | B.        | P.d.      | M.    | B.    | P.d.  |
| 2016-2017             | FC Vizela             | Ledman LigaPro                  | 7           | 0           | 2           | -               | -               | -               | 1                 | 0                 | 0                 | -         | -         | -         | 8     | 0     | 2     |
| 2018-2019             | FC Vizela             | Campeonato Nacional de Seniores | -           | -           | -           | -               | -               | -               | -                 | -                 | -                 | 2         | 0         | 0         | 2     | 0     | 0     |
| 2019-2020             | FC Vizela             | Campeonato Nacional de Seniores | -           | -           | -           | 1               | 0               | 1               | -                 | -                 | -                 | -         | -         | -         | 1     | 0     | 1     |
| 2020-2021             | FC Vizela             | Ledman LigaPro                  | 24          | 2           | 0           | 1               | 0               | 0               | -                 | -                 | -                 | -         | -         | -         | 25    | 2     | 0     |
| 2021-2022             | FC Vizela             | Liga NOS                        | 24          | 2           | 1           | 2               | 0               | 0               | -                 | -                 | -                 | -         | -         | -         | 26    | 2     | 1     |
| Sous-total            | Sous-total            | Sous-total                      | 55          | 4           | 3           | 4               | 0               | 1               | 1                 | 0                 | 0                 | 2         | 0         | 0         | 62    | 4     | 4     |
| 2017-2018             | Moreirense FC (prêt)  | Liga NOS                        | 9           | 0           | 0           | 4               | 0               | 0               | 2                 | 0                 | 0                 | -         | -         | -         | 15    | 0     | 0     |
| 2018-2019             | FC Famalicão (prêt)   | Ledman LigaPro                  | 6           | 0           | 1           | 1               | 0               | 0               | -                 | -                 | -                 | -         | -         | -         | 7     | 0     | 1     |
| 2022-2023             | FC Metz               | Ligue 2                         | 33          | 1           | 1           | 3               | 0               | 0               | -                 | -                 | -                 | -         | -         | -         | 36    | 1     | 1     |
| 2023-2024             | FC Metz               | Ligue 1                         | 13          | 0           | 2           | 1               | 0               | 0               | -                 | -                 | -                 | 1         | 0         | 0         | 15    | 0     | 2     |
| 2024-2025             | FC Metz               | Ligue 2                         | 29          | 0           | 3           | 2               | 0               | 0               | -                 | -                 | -                 | 3         | 0         | 0         | 34    | 0     | 3     |
| Sous-total            | Sous-total            | Sous-total                      | 75          | 1           | 6           | 6               | 0               | 0               | -                 | -                 | -                 | 4         | 0         | 0         | 85    | 1     | 6     |
| Total sur la carrière | Total sur la carrière | Total sur la carrière           | 145         | 5           | 10          | 15              | 0               | 1               | 3                 | 0                 | 0                 | 6         | 0         | 0         | 169   | 5     | 11    |